# Glinki (Śrem)

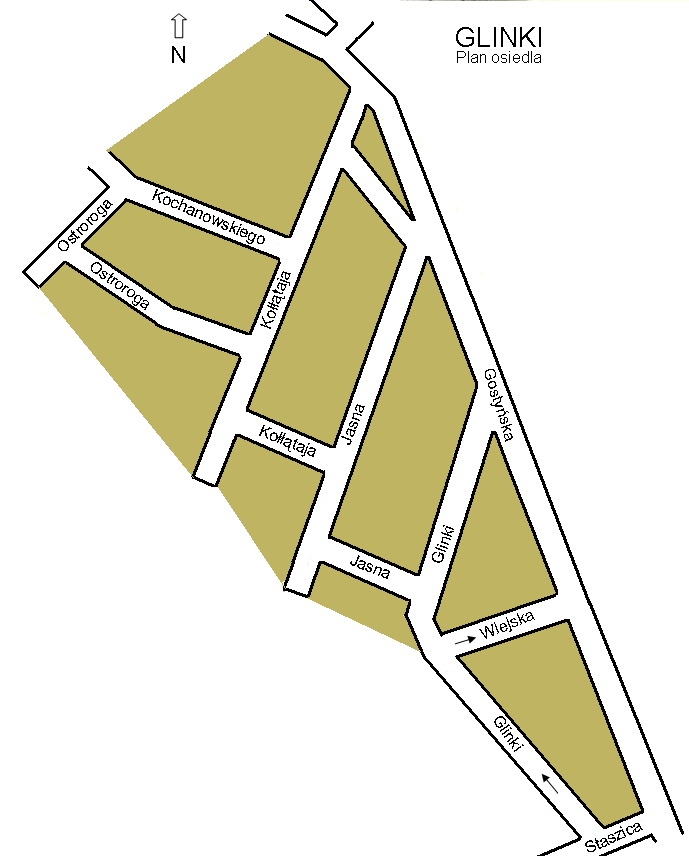
Plan osiedla

Glinki – część miasta Śremu oraz osiedle domków jednorodzinnych w południowo-wschodnim Śremie, położone w pobliżu Odlewni Żeliwa. 
Niedaleko osiedla znajduje się Szkoła Podstawowa  nr 1 im. Mikołaja Kopernika przy ul. Kochanowskiego.  Połączenie z centrum miasta umożliwiają autobusy śremskiej komunikacji miejskiej (linie nr 1, 2, 3, 4, 7, 9, 10, 11).